# Списки серийных убийц
В Википедии существует несколько списков по тематике «серийные убийцы»:
- Список серийных убийц по странам[англ.]
  - Список серийных убийц Франции[англ.]
  - Список серийных убийц Германии[англ.]
  - Список серийных убийц СССР и России
  - Список серийных убийц США
- Список серийных убийц по количеству жертв (после 1900 года)
- Список серийных убийц, активных до 1900 года[англ.]
- Список прозвищ серийных убийц[англ.]
- Список серийных убийц, активных в 2020-х годах[англ.]